# Lohn-Ammannsegg
Lohn-Ammannsegg es una comuna suiza del cantón de Soleura, situada en el distrito de Wasseramt. Limita al norte y al este con la comuna de Biberist, al sur con Bätterkinden (BE), y al oeste con Lüterkofen-Ichertswil y Lüsslingen.

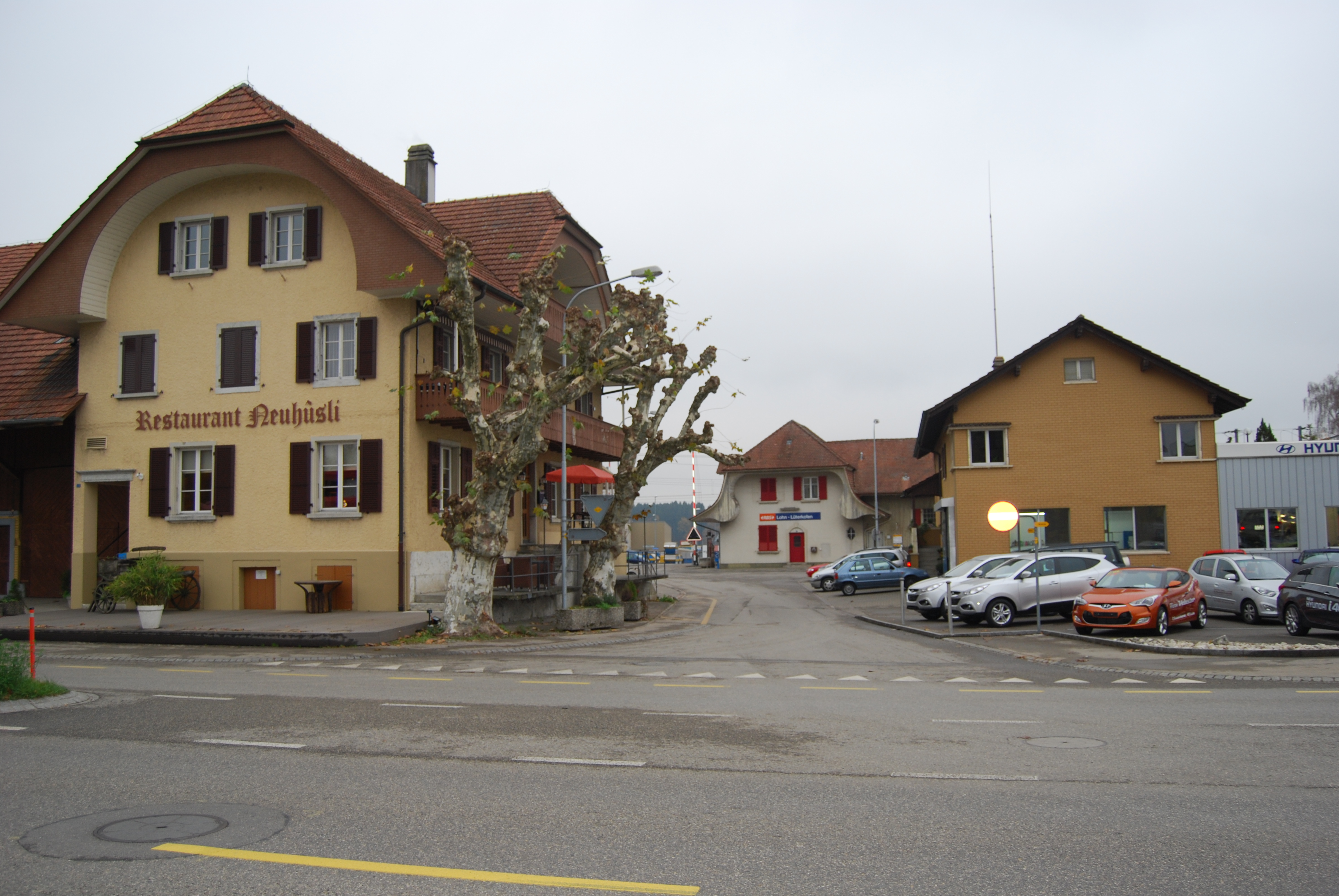
Lohn-Ammannsegg.